# 2022年沿ドニエストル攻撃
2022年沿ドニエストル共和国攻撃は、法的にはモルドバの一部である東ヨーロッパの分離独立国家「沿ドニエストル共和国（トランスニストリア）」で報告された5件の連続事件であり、2022年4月25日から27日、5月6日、6月5日に発生した。死傷者は報告されていないが、物的損害が生じた。

## 背景
2022年のロシアのウクライナ侵攻の前兆の時から、沿ドニエストル共和国が果たす可能性のある役割について推測されてきた。ロシアのウクライナ侵攻前に、米国の当局者は、ロシアがウクライナ侵攻の開戦事由を作るために、沿ドニエストルに駐留するロシア兵への「挑発」を準備していると非難した。さらに、侵攻初日の2月24日、ウクライナを攻撃したロケット弾の一部は沿ドニエストル共和国から発射されたと主張されたが、モルドバ国防省は否定した。その後、3月6日にヴィーンヌィツャの国際空港を襲ったミサイルは沿ドニエストルから発射されたと主張されたが、モルドバの当局者は否定し、黒海のロシア艦船から発射されたと述べた。
沿ドニエストル共和国がウクライナを攻撃するとの噂が出回る中、沿ドニエストルのヴァディム・クラスノセルスキー大統領は、沿ドニエストルは近隣諸国を攻撃する計画を持ったことはない平和国家であり、これらの主張を広めたのはこの状況を制御できない人々か悪意のある扇動者であると宣言した。彼はまた、沿ドニエストルは民族的にウクライナ人の人口が多いことや、沿ドニエストルの学校でウクライナ語がどのように教えられているかや、ウクライナ語が共和国の公用語の1つであることについても言及した。しかし、3月にベラルーシ大統領のアレクサンドル・ルカシェンコがウクライナ侵攻の戦闘計画地図の前に立っている画像が流出した。この地図は、ウクライナのオデッサ市の港から沿ドニエストルとモルドバへのロシア軍の侵攻を示しており、沿ドニエストルがこの侵攻に後から関与する可能性があることを明らかにしている。
沿ドニエストルでの攻撃の1週間前の4月、ロシア中央軍管区司令官代理のルスタム・ミネカエフ少将は、沿ドニエストルにおけるロシア語話者の問題を提起し、ウクライナでのロシアの戦争を正当化した。ミネカエフは、ウクライナにおけるロシアの軍事行動計画には、ウクライナ南部を完全に支配し、沿ドニエストルとの陸路を実現することが含まれていると発表した。彼はまた、沿ドニエストルの「ロシア語を話す人々が抑圧されている」証拠と思われるものの存在についても語った。

## 攻撃

### 国家保安省の建物への攻撃
4月25日15:00（GMT）に、共和国の首都ティラスポリにある沿ドニエストル共和国国家保安省の本部で爆発が起きた。民警は事件現場付近の通りを封鎖し、何人も近づかないように指示した。予備報告では、グレネードランチャーによる攻撃と説明され、RPG-18とRPG-27ランチャーを用いて行われた。RPG-27はロシアと沿ドニエストル、ガボン、ヨルダン軍のみ使用していることから、ロシアか沿ドニエストルのどちらかによって実行された可能性があることを示唆している。 
4月26日、沿ドニエストル共和国国家保安省の「愛国者グループ」（自称）は、モルドバの国家当局、モルドバの外交使節団の代表者、モルドバおよびウクライナのメディアと法執行機関に対し注意を喚起するロシア語の文書をモルドバの新聞AVAの編集班に送った。この文書には、伝えられるところでは国家保安省のビルへの攻撃に関与した人々のリストが含まれていた。文書では攻撃を企てたのは、沿ドニエストル共和国大統領の顧問で2019年に沿ドニエストルに来たヴィタリー・レオニドビッチ・ラズゴノフ少将であるとし、ラズゴノフ少将は沿ドニエストルを不安定化するために同地域でエージェントのネットワークを形成したと述べた。攻撃に関与したのは沿ドニエストル共和国の政府や軍の当局者、公務員、組織のトップ、報道関係者など全部で8人で、その多くはロシアの市民権を有しており、8人全員が独自の通名を持っていた。文書は「共に沿ドニエストルの平和を守ろう！」との言葉で終わっていた。
4月27日、公共テレビチャンネル「TV PMR」は同チャンネルのテレグラムアカウントに国家保安省ビル攻撃の映像を公開した。TV PMRは、正体不明の人々が沿ドニエストルとウクライナ間の国境を違法に横断した後、グリゴリオポリ地域から車でティラスポリに到着したと報じた。TV PMRはまた、これらの人物が攻撃を実行するのにかかった時間はわずか20秒であり、彼らの車のナンバープレートはEL 387 RJであると報じた。
同省の攻撃での負傷者は報告されておらず、犯行声明は出されていない。

### その後の攻撃

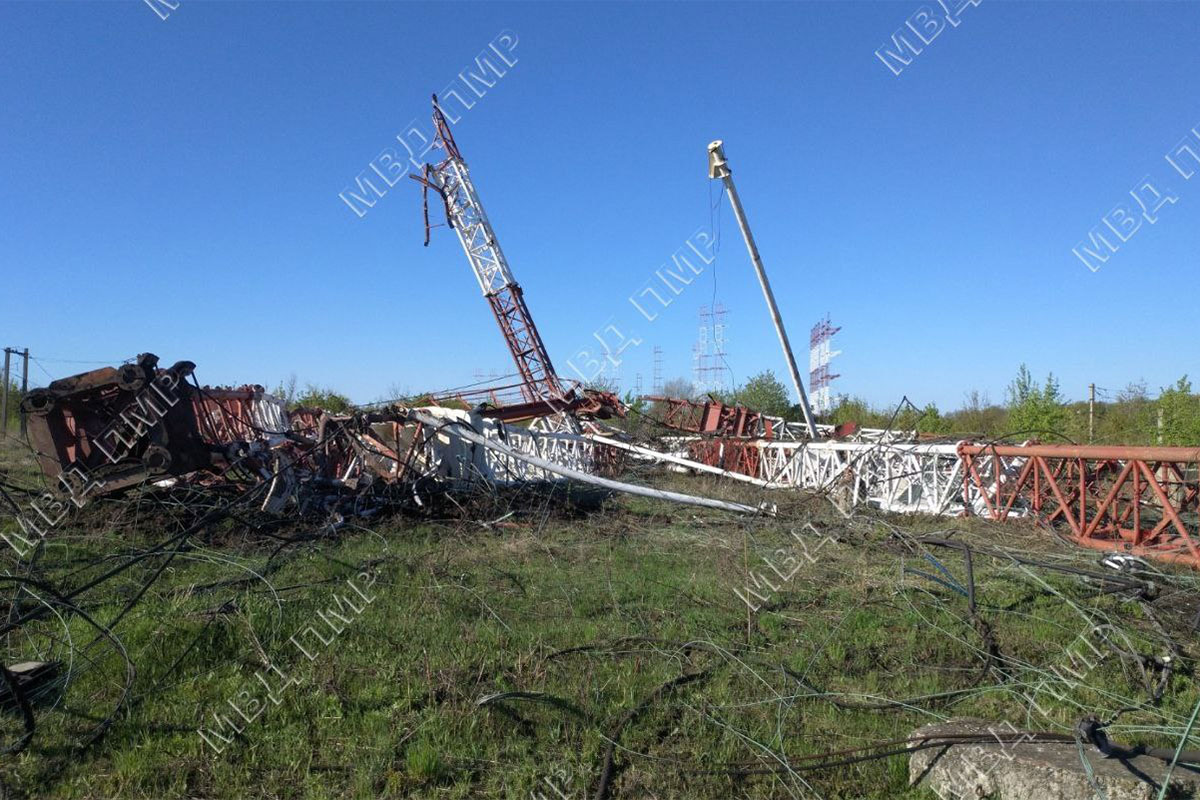
グリゴリオポル送信所の破壊された2つのアンテナのうちの 1つ

安全保障省の建物への攻撃に続き、4月25日23時30分にティラスポリ空港が（恐らくドローンによる）空襲を受け、空港の空軍基地に2発の爆発物が投下され、ZIL-131トラックの窓とボンネットが破損した。その日、沿ドニエストル共和国軍の部隊がパルカニの近くで攻撃されたという報告もあった。沿ドニエストル当局は、モルドバが最初に報告したティラスポリ空港での爆発を公式に認めていない。後に、両方のレポートがティラスポリの空軍基地での同じ出来事に言及していたことが明らかになった。
5月26日、マイアックのグリゴリオポル送信機で2回の爆発が報告された。1回目の爆発は午前6時40分、2回目は午前7時5分に起き、ロシアのラジオ局を放送する2つのラジオアンテナが破壊された。破壊された二つのアンテナは送信所では最も強力なものだった（一つは出力1MWで、もう一つは出力0.5MW）。事件現場での負傷者は報告されておらず、犯行声明は出されていない。沿ドニエストル共和国の調査委員会は後に、爆発を引き起こしたとされるグループの人数は 5～10人と発表した。委員会によると、彼らは夜間に送信所に到着した。送信所は900ヘクタール (2,200エーカー)の広大なエリアをカバーしているが、民間施設と指定されていたことから、警備されておらず、グループが送信所周辺で自由にキャンプできるようになっていた。送信所のアンテナは、導爆線で接続された対戦車地雷とプラスチック爆薬で爆破された（一部の爆発物は攻撃時に不発）。破壊された二つのアンテナの一つは、アンテナの柱の1つが破壊された後に落下し、構造が崩壊した。テロ行為で告発され、懲役20年の可能性がある犯行グループに対し、刑事訴訟が開始された。
4月27日、沿ドニエストル共和国内務省は、数機のドローンがウクライナとの国境から約2キロしか離れていないコバスナの上空を飛行し、村に向けて発砲したと報告した。同省は、ドローンがウクライナから来たと主張している。コバスナには東ヨーロッパ最大級の弾薬庫があり、そこに保管されている兵器は使用期限が切れており、爆発した場合の威力は、広島と長崎の原子爆弾の爆発に匹敵する可能性がある。現在、弾薬庫は約1500人のロシア軍によって守られている。
5月6日午前9時40分、ヴァランカウの旧飛行場の近くで 4回の爆発があった。飛行場付近の地域を爆発物で攻撃したと思われる少なくとも2機のドローンが村の上空を飛行したと報告された。 1時間後、事件は繰り返された。
6月5日午前5時10分、ドローン1機が2つの爆発物 (おそらくRGD-5手榴弾) を、Vladimirovcaの予備役部隊の自動車隊の駐車場に向けて発射した。この事件は、翌日にトランスニストリア当局によって公表され、犠牲者や物的損害は報告されなかった。事件後、刑事訴訟が開始された。

## 反応

### 沿ドニエストル
沿ドニエストル共和国のアンドレイ・サフォノフ副長官はタス通信に対し、「グレネードランチャーによる建物への砲撃は、パニックと恐怖の種をまく試みである」と述べ、「我々に圧力をかけようとする試みは以前にも観察された」と主張した。攻撃の後、沿ドニエストル軍が最大限の警戒態勢に置かれたことが発表された。
4月27日、ロシアのインテルファクス通信のインタビューで、沿ドニエストル外務大臣のVitaly Ignatyevは攻撃について話し、相互不可侵が保証される「最終的な包括的平和条約」に署名することにより、モルドバとのトランスニストリア紛争を終結させることを提案した。

### モルドバ
最初の爆発の翌日、モルドバの大統領は最高安全保障評議会の臨時会合を開催した。モルドバ政府は、モルドバと沿ドニエストルの境界線を含め、パトロールと国境管理の強化を命じ、重要なインフラ施設のセキュリティ警告レベルを引き上げた。一方、沿ドニエストル当局はテロの脅威レベルを「赤」に引き上げ、首都に検問所を設置した。
モルドバのマイア・サンドゥ大統領は、「エスカレーションの試みは、沿ドニエストル地域内の主戦派勢力かつ地域の状況を不安定化することに関心を持つ派閥に起因する」と述べた。 

### その他の国
攻撃を受けて、ロシアのアンドレイ・ルデンコ副外相は、モルドバ侵攻をほのめかし、モスクワが介入する必要がある「そのようなシナリオは避けたい」と述べたが、「特定の勢力」が「緊張の温床」を作り出したと述べた。自称ドネツク人民共和国（DPR）の指導者デニス・プシーリンは、DPRの軍事作戦の次の段階を計画する際にモスクワは「沿ドニエストルで起こっていることを考慮に入れる」べきだと語った。
タス通信は、沿ドニエストル共和国のヴァディム・クラスノセルスキー大統領が、ウクライナが攻撃の背後にいた疑いがあると述べたと報じた。ウクライナ外務省は、この爆発は、ウクライナ侵攻の際に沿ドニエストルとクリミアの間に陸橋を確立するために、ロシアがウクライナ南部を占領する計画の一環であると述べた。
ルーマニア外務省は攻撃を非難し、モルドバとサンドゥへの支持を表明した。沿ドニエストルの攻撃の結果、ルーマニアの歴史家マリウス・オプレアなどのルーマニアの人物や、ルーマニア統一同盟（AUR） などの団体が、モルドバへのロシアの侵攻を回避するため、モルドバとルーマニアの統一を求めた。モルドバ元首相のユリエ・レアンカも、この可能性について話した。ルーマニア国防大臣ヴァシレ・ディンクは沿ドニエストル共和国の状況に懸念を表明したが、紛争がこれ以上発展する可能性はないと宣言した。4月28日、ルーマニアの政治家マルセル・シオラックは、沿ドニエストル共和国での攻撃に関連して、モルドバとルーマニアが1～2週間以内に議会レベルでの会議を開くと発表した。モルドバとルーマニアは文化、歴史、言語において密接な関係にあるため、沿ドニエストルで起こる新たな戦争にはルーマニアが関与する可能性があると理論化されており、ルーマニアがNATO加盟国であることを考えると、これは特に注目に値する。1992年のモルドバとロシアが支援する沿ドニエストルとの間で行われたトランスニストリア戦争中、ルーマニアは軍事顧問、義勇兵、武器でモルドバを支援した。
4月26日、 ラムシュタイン空軍基地での会議で、ロイド・オースティン米国防長官は 「それが一体どういうことなのかよくわかってはいないが、我々は注視し続ける」と宣言した。
4月26日、ウクライナ大統領顧問のオレクシイ・アレストヴィッチはインタビューで、モルドバはウクライナと親密な隣人であり、ウクライナは無関心ではなく、モルドバはウクライナに助けを求めることができると述べた。彼はまた、ウクライナは沿ドニエストル問題を「瞬く間に」解決できたが、それはモルドバ当局がウクライナの助けを求めた場合に限られると宣言した。アレストヴィッチはまた、モルドバはルーマニアにも支援を求める事ができるとし、その理由として、（両国の国民が）「実際には同じ民族」であることを挙げ、「私に同意しないモルドバ人も数多くいる」としつつも、両国の言語が同じであり、「ルーマニア人に近いことは確かだ」と述べた。モルドバはウクライナのこの提案を公式に拒否し、政治的手段や、軍事的およびその他の強制的な行動を排した平和的解決策のみがこの紛争を解決すると表明した。さらに、当時のロシア大統領報道官のドミトリー・ペスコフは、アレストヴィッチの発言を「かなり挑発的」と呼んだ。
スペインのペドロ・サンチェス首相は、4月28日の午後にモルドバ首相を訪問し、翌日にはポーランド首相を訪問する予定だったが、沿ドニエストル共和国での爆発を受けて両方の訪問を中止した。
イスラエル外務省は沿ドニエストル共和国にいるすべてのイスラエル人に直ちに退避するよう勧告し、この地域への渡航警告を発した。ブルガリア外務省も、ブルガリア国民にモルドバからの退避を勧告した。カナダ、ドイツ、フランス、米国の市民も、自国の当局からモルドバを出国するよう勧告され、ラトビア外務省も市民に沿ドニエストルを去るよう勧告した。一方、ルーマニア首相のニコライ・チューカは、状況を分析した後、ルーマニア国民は退避する必要はないと述べた。
ジョージアからの分離独立国家の南オセチア外務省は、「このような犯罪行為は、民間人を脅迫し、状況を悪化させる口実を作り、沿ドニエストルの民間人と地域の安定性を危険に晒すことを目的としている」と沿ドニエストルの爆発を非難する声明を出した。

## 余波
攻撃の後、一部の沿ドニエストル住民は、モルドバとの再統合についての国民投票の可能性など、物議を醸すトピックに関するテキストメッセージを受信したと報告した。また、戦争勃発後のウクライナのように、60歳未満の男性の出国が禁止されるという未確認の報告もあった。沿ドニエストル共和国の大統領は、テレグラムへの投稿で状況に関するこれらの噂を否定した。一部の沿ドニエストル住民は、ウクライナ軍が攻撃を計画していることを伝える、自称ウクライナの機関代表の警告テキストメッセージも受信した。
沿ドニエストルに住む多くの人々は、爆発の後、モルドバに移動し始めた。
沿ドニエストルでの出来事に続いて、モルドバ情報・保安庁は、ロシアのハッキンググループのKillnetがモルドバの公的機関および施設のWebサイトに対して一連のサイバー攻撃を開始したと報告した。数日前、このグループはルーマニアのWebサイトに対して同様の攻撃を仕掛けていた。
5月3日午前2時、プラスチック爆薬2キロと火炎瓶の液体5リットルを搭載したドローンが、マイアック送信機の上空を飛行した。その目的は、複合施設上空の遠距離からの2回目の攻撃（より具体的には施設の冷却システム）とみられ、成功すれば施設全体が使用できなくなる可能性があったが、沿ドニエストル国境警備隊によって阻止された。
5月5日、TSV Pridnestrovieは、Pervomaiscの住民が、沿ドニエストルの管理下にあるクチュルガン発電所の近くで銃声が聞こえたと報告したと報じた。発砲事件が起こった場所はウクライナ国境内のパリフカ村とみられ、ウクライナは以前に当該地域付近で軍事演習を行うと発表していた。サンドゥは、報道後すぐに本件を非難した。